# مايك فين
مايك فين (بالإنجليزية: Mike Finn)‏ هو لاعب كرة القدم الغالية أيرلندي، ولد في 17 ديسمبر 1993 في ترالي ‏ في جمهورية أيرلندا.

## معرض صور

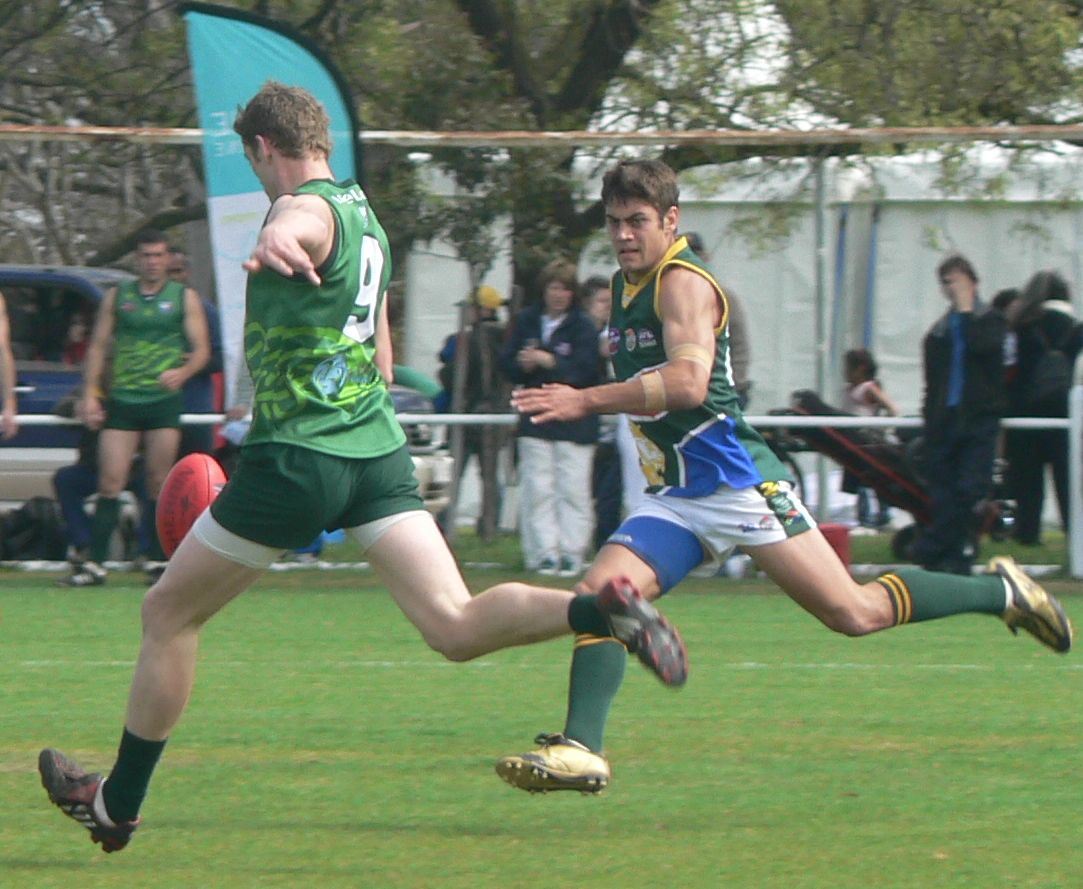
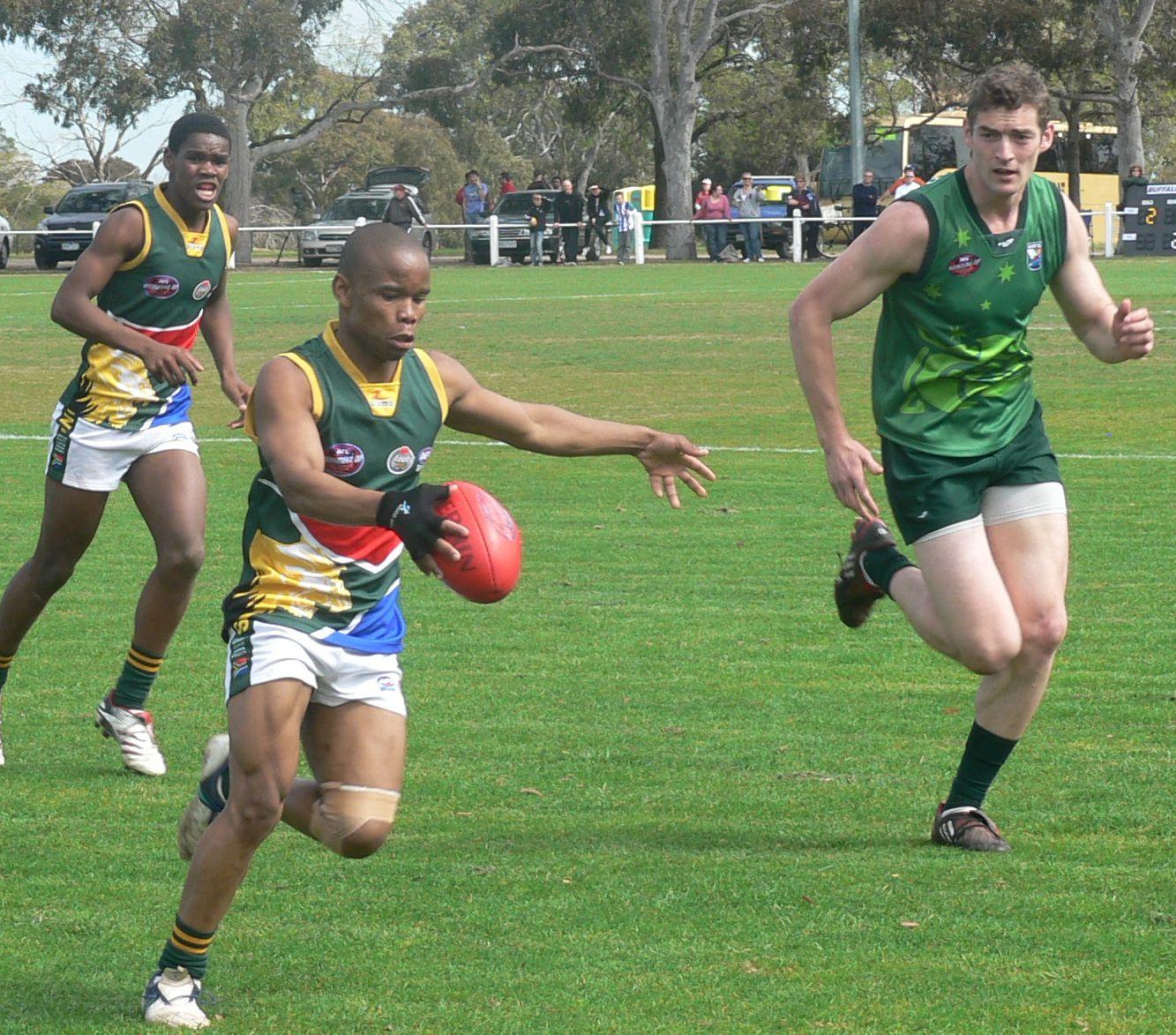
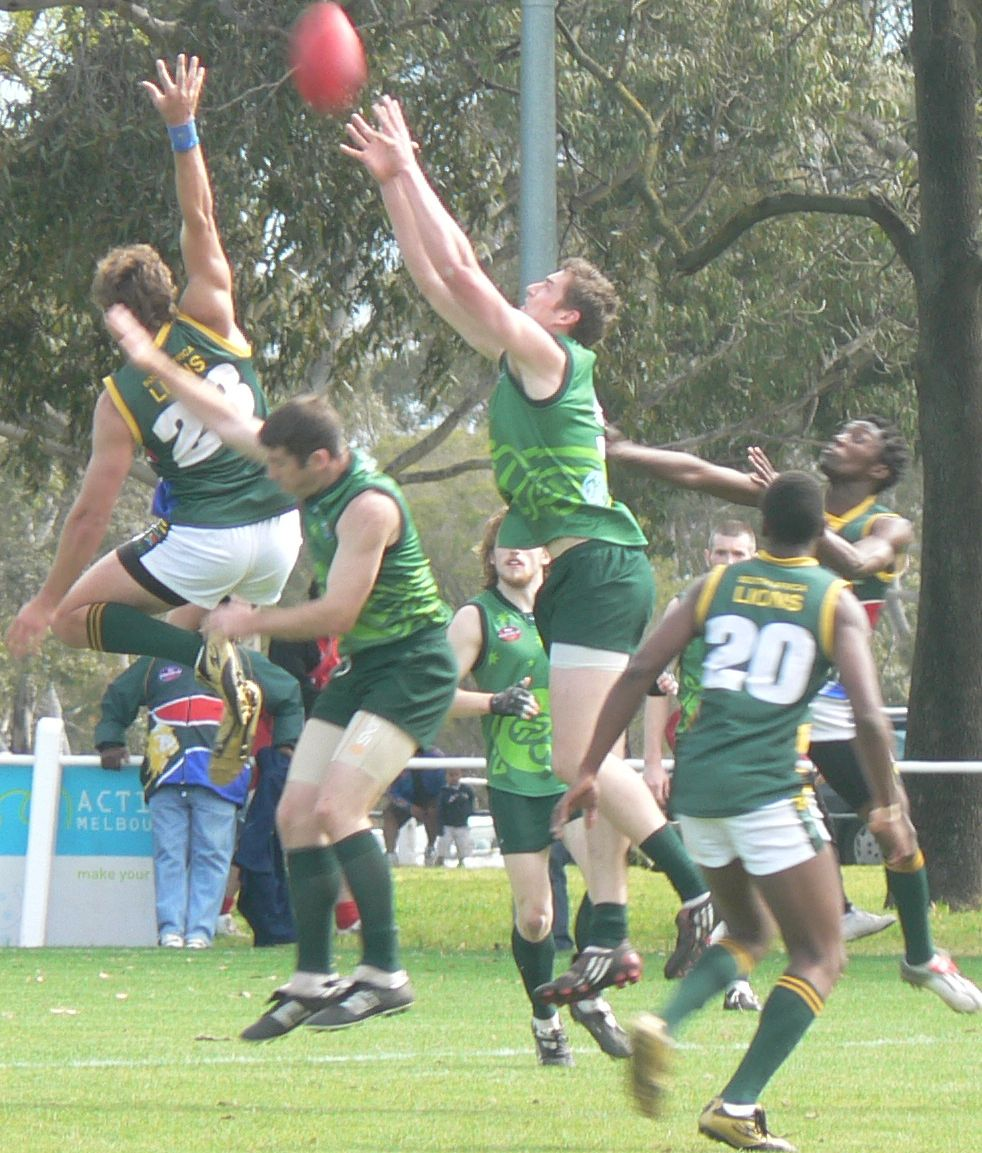